# سینمای لهستان
تاریخ سینمای لهستان تقریباً برابر با تاریخ فیلمبرداری است و موفقیت‌های بین‌المللی زیادی به دست آورده‌است. از سال ۱۹۵۵ به بعد، کارهای کارگردانان به قول معروف مکتب فیلم لهستان تأثیر زیادی روی جریان‌های معاصر سینما از جمله موج نوی فرانسه، نئورئالیسم ایتالیا و حتی سینمای کلاسیک هالیوود داشته‌است. بعد از جنگ جهانی دوم با وجود سانسور، کارگردانانی مانند رومن پولانسکی، کریشتوف کیشلوفسکی، آگنیشکا هولاند،
آندری وایدا بر پیشرفت هنر سینما تأثیرگذار بوده‌اند. در سال‌های اخیر و در حالی که دیگر درگیر با سانسور نیستند و با تعداد زیاد فیلمسازان مستقل، فیلم‌های لهستانی ترجیحاً متأثر از سینمای آمریکا هستند.

## تاریخچه
اولین سینما در لهستان (که در آن زمان توسط امپراطوری روسیه تصرف شده بود) در سال ۱۸۹۹ در لودز چندین سال پس از اختراع سینماتوگراف تأسیس شد.

## نگارخانه

بلا داروی هنرپیشه لهستانی
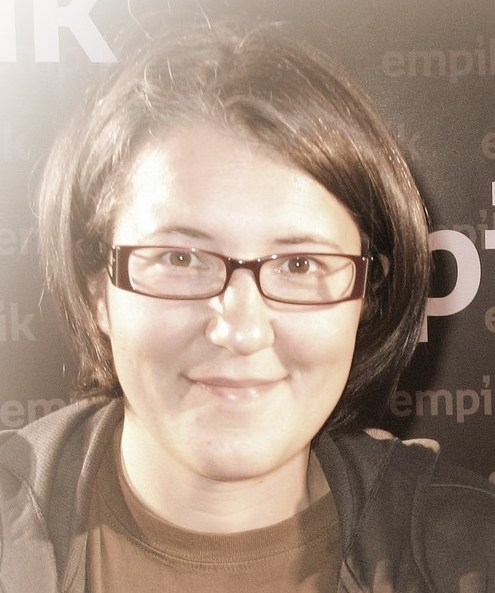
کاسیا آدامیک فیلم‌نامه‌نویس لهستانی
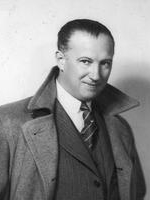
میه‌چیسواف کراویچ کارگردان فیلم لهستانی
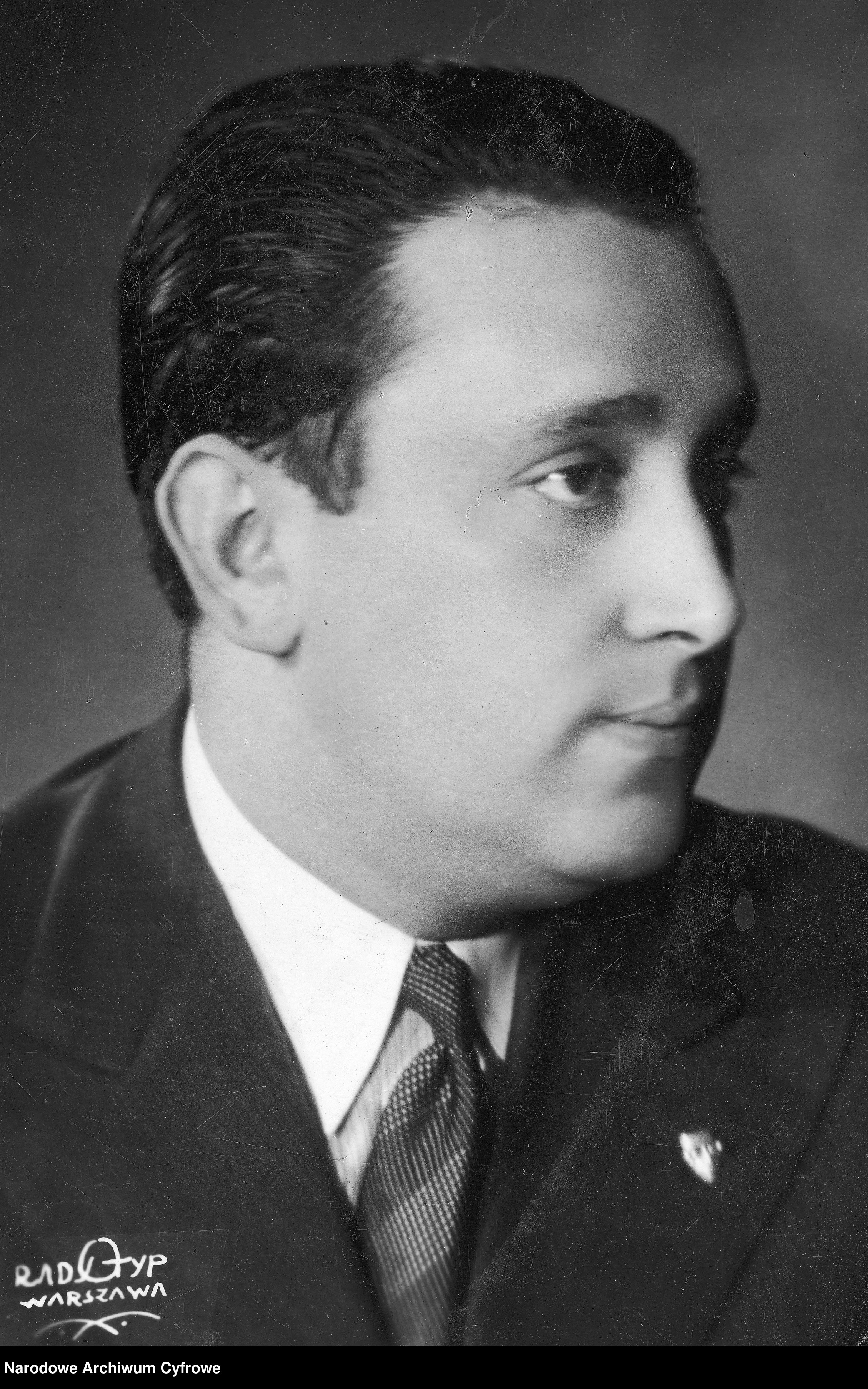
میخاو واشینسکی تهیه‌کننده لهستانی